# Italian Women's Championship
L'Italian Women's Championship è il titolo femminile difeso nella federazione Italian Championship Wrestling

## Storia
Il titolo viene creato nel 2007 e messo in palio in un torneo che si conlcuse con la vittoria in finale di Queen Maya che sconfisse Lisa Schianto il 22 dicembre. 

Il record di regni titolati appartiene a Queen Maya che vanta sei vittorie della cintura.

## Albo D'oro
| Lottatrice    | Regni | Data              | Luogo                  | Note |
| ------------- | ----- | ----------------- | ---------------------- | --- |
| Queen Maya    | 1     | 22 dicembre 2007  | Pantigliate            | Sconfiggendo Lisa Schianto nella finale del torneo che assegnava il titolo |
| Lisa Schianto | 1     | 7 giugno 2008     | Pantigliate            | |
| Queen Maya    | 2     | 26 ottobre 2008   | Isola della Scala      | |
| Lisa Schianto | 2     | 13 dicembre 2008  | Pantigliate            | |
| Queen Maya    | 3     | 4 luglio 2009     | Grotte Santo Stefano   | |
| Lisa Schianto | 3     | 10 ottobre 2009   | Ospedaletto            | |
| Queen Maya    | 4     | 11 ottobre 2009   | Ospedaletto            | |
| Kia           | 1     | 7 novembre 2009   | Pescantina             | |
| Lisa Schianto | 4     | 6 febbraio 2010   | Pavia                  | |
| Queen Maya    | 5     | 21 ottobre 2011   | Schio                  | |
| Vacante       |       | 12 novembre 2011  | San Martino Siccomario | Il titolo viene messo in palio in un Winner Takes All match tra i campioni di coppia ICW, I Ricercati e Lisa Schianto contro Lothar, Alessandro Corleone e Queen Maya. A seguito della vittoria dei Ricercati, ma vista l'assenza di Lisa Schianto il titolo venne reso vacante. |
| Lady Lory     | 1     | 27 dicembre 2013  | Cecina                 | Sconfiggendo Morgan Leigh nel match di riassegnazione del titolo. |
| Queen Maya    | 6     | 18 ottobre 2014   | None                   | |
| Irene         | 1     | 21 Ottobre 2017   | Valera Fratta          | |
| Jokey         | 1     | 7 aprile 2018     | Morbegno               | |
| Vacante       |       | 12 settembre 2020 | San Paolo d'Argon      | Titolo dichiarato vacante per l’impossibilità di Jokey di continuare a difenderlo per via delle restrizioni di viaggio internazionali dovute al Covid-19 |
| Electra       | 1     | 12 settembre 2020 | San Paolo d'Argon      | |
| Mary Cooper   | 1     | 15 gennaio 2022   | San Paolo d'Argon      | MARY COOPER sconfigge Electra in un Falls Count Anywhere Match |
| Vacante       |       | 5 marzo 2022      | San Paolo d'Argon      | Titolo dichiarato vacante dalla Campionessa Mary Cooper |
| Queen Maya    | 7     | 2 aprile 2022     | Cornegliano Laudense   | QUEEN MAYA sconfigge Domiziana Roy nel match per la riassegnazione del Titolo Italiano Femminile |